# Старомалиновка
Старомали́новка — село в Нижнеомском районе Омской области России. Административный центр Старомалиновского сельского поселения.

## География
Село стоит на правом высоком берегу Иртыша, в центре Западно-Сибирской равнины. Старомалиновка находится в лесостепной зоне. С востока и запада окружена логами.

## История
Основано в 1896 году выходцами из Смоленской губернии. В это время в деревне было 30 дворов и 3 улицы.
В 1928 г. деревня Малиновка состояла из 76 хозяйств, основное население — русские. Центр Малиновского сельсовета Большереченского района Тарского округа Сибирского края.
В 1929 г. организовано сельхозартель «Новый Путь». Началась коллективизация. Крестьяне, не согласные с коллективизацией, собирали вещи и выезжали за Солонцы, где образовалась новая деревня — Новомалиновка. С этого времени с. Старомалиновка берет свое нынешнее название.
В годы Великой Отечественной войны большинство мужчин ушло на фронт, а деревня работала в глубоком тылу для общей победы.
В 1964 году образован совхоз «Береговой». Первым директором стал И. И. Шокун.
В 1966 году из д. Хутора в Старомалиновку был переведен сельский совет.
После образования совхоза «Береговой» Старомалиновка пережила период расцвета. Были построены: животноводческий комплекс, МТМ, гаражи для сельхозтехники, здание новой школы, новый детский сад, стадион, здание Дома культуры, новая больница, баня, возведен мемориал участникам ВОВ. В 1984 г. были заасфальтированы все улицы. Село росло в размерах и в населении.
После перестройки, особенно в 1990-х годах, начался спад. Совхоз был реорганизован. Рабочих мест стало меньше, люди начали разъезжаться. Многие местные немцы уехали в Германию.
На период 2021 г. процесс оттока населения продолжается.

## Население
| 1926 | 2010 |
| ---- | ---- |
| 465  | ↗817 |

Гендерный состав
По данным Всероссийской переписи населения 2010 года в гендерной структуре населения из 817 человек мужчин — 384, женщин — 433	(47,0 и 53,0 % соответственно).
Национальный состав
Согласно результатам переписи 2002 года, в национальной структуре населения русские составляли 94 % от общей численности населения в 958 человек.

## Инфраструктура
В селе действует сельская администрация, средняя школа (11 классов), дом культуры, библиотека, почта, больница, магазины, детский сад, отделение Сбербанка России.

## Транспорт
Автодорога «Нижняя Омка — Старомалиновка» (идентификационный номер 52 ОП МЗ Н-273) длиной 59,50 км.. Регулярные автобусные рейсы: Омск — Старомалиновка — Качесово (ежедневно), Омск — Старомалиновка (ежедневно), Нижняя Омка — Старомалиновка — Николаевка (понедельник, среда, пятница).